# يوري ميدفيديف
يوري ميدفيديف (بالروسية: Медведев, Юрий Валерьевич)‏ هو لاعب كرة قدم روسي في مركز الدفاع، ولد في 3 يناير 1990. لعب مع أرسنال تولا ودينامو موسكو.